# سیمای آبادی
سیمای آبادی نام یک برنامهٔ تلویزیونی ایرانی است. این برنامه که کاری از گروه جهاد شبکه یک سیما است با اجرای احمد توکلی و با کارگردانی قدرت اله باقریان و به تدوین‌گری محمد یعقوبی پخش می شود.

## موضوع برنامه
هدف این برنامه بیان و بررسی مسائل مربوط به کشاورزی، باغداری، شیلات و… است.